# Podonomus maculatus
Podonomus maculatus är en tvåvingeart som beskrevs av Lars Zakarias Brundin 1966. Podonomus maculatus ingår i släktet Podonomus och familjen fjädermyggor.
Artens utbredningsområde är Bolivia. Inga underarter finns listade i Catalogue of Life.